# タイBL
タイBLは、ボーイズラブ（BL）を扱う、タイ王国のドラマを中心とした作品ジャンル。
新型コロナウイルス感染症（COVID-19）の流行下にある世界各地で人気が広がり、タイ国政府観光庁もそれを後押しするなどしている。

## 歴史

### タイにおけるBL作品
タイのBLは、BLを扱う日本の作品ジャンル「やおい」から誕生した分野であり、タイにおいてはこのような歴史から「Yシリーズ」と呼ばれる。他方でBL作品は、日本では漫画や小説が主流だが、タイではドラマを始めとする映像ものが多い。
タイにおいて日本のBLが注目されるようになるのは1990年代のことである。インターネットを通じて広まったのだが、カセサート大学の文学教授ナッタナイ・プラッサナムによると、タイ独自の作品がない時代、BL愛好家達は翻訳された日本の作品を読んでいた。特に90年代後半から2000年初頭にかけて需要が高かったという。
このようにファン層が限られていたBLであったが、2014年に『Love Sick』がテレビで放送されると、注目を集めるようになった。そして2016年に『SOTUS/ソータス』が公開されると、タイBLの人気に火が付く。加えて、2020年に『2gether』が公開されると、その人気はタイにとどまらず、COVID-19パンデミック下の世界的な流行となった。この作品では、新しいエピソードが公開されるたびに、インドネシアやフィリピン、マレーシアなどの東南アジア諸国でTwitterのトレンド入りするほどであった。

## 評価
東南アジア諸国で「ボーイズラブ」の人気が高まる一方、同域内シンガポールやマレーシア、インドネシアアチェ州などでは、性的少数者が抑圧・迫害を受けている。『クーリエ・ジャポン』は、そのような環境下で同性愛を描いた映像作品に救いを得ているゲイもいるという。同様に、心理学者のベニー・プラウィラは「精神的なストレスを受けている人々の心に強いバリアを張る役目も果たしている」と述べている。
BLファンの多くが異性愛者の女性であることについては「ストレートな関係におけるジェンダーのステレオタイプや、家父長的なメッセージに反しているから」との研究結果があり、「『ヤオイ』（BL）におけるセックスシーンは、ストレートなカップルによるものに比べて脅威が少ないように感じる女性も多い」ともされている。また、ジェンダー・セクシュアリティー研究の堀あきこは、「社会的に男性より劣位にある女性が登場しないことで、ジェンダーのくびきから解放されて純粋に恋愛作品として楽しめる」と指摘している。

## 影響
ドラマの主題歌や挿入歌（オリジナルサウンドトラック）を俳優が歌うことも多く、Spotifyでは2023年のT-POPの再生回数が前年の2倍に増加。2021年から2023年にかけて、タイの音楽業界の収益は55％増加した。

## 業界
GMMTV
2016年放送のSOTUSの成功を機に、2gether（2020年）など多くのBL作品を制作しており、作品数は業界最多。
Domundi（Mandee Works）
Why R U ?（2020年）、Cutie Pie（2022年）などを手掛ける制作会社。
Me Mind Y
脚本家MAMEによって設立された。代表作は2019年放送のTharnType。Love in the Air (2022年)は2024年に日本にてリメイクし放送された。
Studio Wabi Sabi
Love By Chance（2018年）などを手掛ける制作会社。
WeTV
多数のドラマを配信するプラットフォーム。Manner of Death（2021年）などオリジナル作品の制作も行っている。

### オンライン記事
- 福井求「日本で「タイBLドラマ」がこれだけ盛り上がるワケ」『東洋経済オンライン』東洋経済新報社、2022年11月20日。2023年1月6日閲覧。
- 大塚智彦「タイ発「BLドラマ」が大ブレイクする納得の事情」『東洋経済オンライン』東洋経済新報社、2020年9月13日。2023年1月6日閲覧。
- 堀あきこ「タイBLドラマ『2gether』が日本に初上陸！でもファンがガッカリなワケ」『現代ビジネス』講談社、2020年8月29日。2023年1月19日閲覧。